# Debellatio
Debellatio è un termine della lingua latina che designa la fine di una guerra causata dalla completa distruzione di uno Stato ostile.

## Esempi storici
In alcuni casi la debellatio termina con la completa dissoluzione e l'annessione dello Stato sconfitto nel territorio nazionale del vincitore, come è successo alla fine della terza guerra punica con la sconfitta di Cartagine contro Roma nel II secolo a.C.
In termini pratici anche la fine della guerra civile americana potrebbe essere descritta come una debellatio, in quanto il tentativo di stabilire gli Stati Confederati d'America come uno Stato indipendente fallì in tutti i sensi e la zona e le persone coinvolte furono nuovamente integrate dentro l'Unione. Un altro caso della stessa epoca è l'annessione da parte della Prussia del Regno di Hannover a causa della guerra austro-prussiana del 1866.

### La caduta della Germania nazista
La resa incondizionata del Terzo Reich alla fine della seconda guerra mondiale (8 maggio 1945) era al tempo accettata dalla maggior parte delle autorità come un caso di debellatio, in quanto si concluse con la distruzione completa del Reich tedesco, e nel 1949 si ebbe la formazione di due Stati tedeschi al suo posto (Repubblica Federale Tedesca e Repubblica Democratica Tedesca). Altre autorità hanno invece affermato che la maggior parte del territorio che componeva la Germania prima dell'Anschluss non era stata annessa e la popolazione continuò ad abitarvi sotto la vestigia dello Stato tedesco, che ha continuato a esistere anche se il Consiglio di controllo alleato continuò a governarne il territorio, dove un nuovo governo tedesco riprese a governare su di uno Stato che non cessò mai di esistere.
La continuità o meno della sovranità, nella Germania sconfitta del 1945, è questione intricata e controversa che investe il diritto internazionale. La resa del 7 e 8 maggio fu un atto militare, firmato dalla Wehrmacht e non dal governo di Flensburgo (non riconosciuto, e i cui membri furono fatti prigionieri il 23 maggio). Lo Stato centrale cessò di esistere e il potere venne assunto dai comandi supremi alleati il 5 giugno con la Dichiarazione di Berlino, in cui si specificava come ciò non comportasse l'annessione della Germania. A partire dal 1949 i due Stati tedeschi avrebbero riottenuto la sovranità, con alcune importanti limitazioni, che in parte sarebbero rimaste formalmente in vigore fino al trattato del 1990.
A fronte di questa sostanziale interruzione, d'altro canto, vi furono anche aspetti di continuità nell'amministrazione: in particolare i comuni continuarono a funzionare ininterrottamente e le prime elezioni amministrative ebbero luogo nel 1946.